# كلود إنجلش
كلود إنجلش (26 ديسمبر 1946 في الولايات المتحدة - ) (بالإنجليزية: Claude English)‏ هو مدرب كرة سلة ولاعب كرة سلة أمريكي في مركز هجوم صغير الجسم. لعب مع بورتلاند ترايل بلايزرز.

## وصلات خارجية
- كلود إنجلش على موقع إن بي أي (الإنجليزية)
- كلود إنجلش على موقع سبورتس رفرنس (الإنجليزية)
- كلود إنجلش على موقع كلية كرة السلة في سبورتس رفرنس.كوم (الإنجليزية)
- كلود إنجلش على موقع ريلجم (الإنجليزية)
- كلود إنجلش على موقع بروبوليرز (الإنجليزية)
- كلود إنجلش على موقع كلية كرة السلة في سبورتس رفرنس.كوم (الإنجليزية)